# Кубок націй ОФК 1973
Кубок націй ОФК 1973 був першим розіграшем чемпіонату Океанії з футболу. Він пройшов у Новій Зеландії з 17 по 24 лютого 1973 року. Всі матчі були зіграні на стадіоні «Ньюмаркет Парк» в Окленді. У турнірі брали участь 5 команд: Нова Зеландія, Нова Каледонія, Таїті, Нові Гебриди (тепер відома як Вануату) і Фіджі.
У той час Конфедерація футболу Океанії ще не була повноправним членом ФІФА, тому в турнірі грали також команди країн (територій), які не були членами ФІФА.
Команди зіграли одноколовий турнір у групі, після чого між командами, що зайняли перші два місця, був зіграний фінальний матч. Також було зіграно матч за 3 місце.

## Результати

### Груповий етап
|   | Team           | І | В | Н | П | ГЗ | ГП | О |
| - | -------------- | - | - | - | - | -- | -- | - |
| 1 | Нова Зеландія  | 4 | 3 | 1 | 0 | 11 | 4  | 7 |
| 2 | Таїті          | 4 | 2 | 2 | 0 | 7  | 2  | 6 |
| 3 | Нова Каледонія | 4 | 2 | 0 | 2 | 8  | 5  | 4 |
| 4 | Нові Гебриди   | 4 | 1 | 1 | 2 | 4  | 8  | 3 |
| 5 | Фіджі          | 4 | 0 | 0 | 4 | 2  | 13 | 0 |

| 17 лютого 1973 |

| Таїті                         | 2 — 1    | Нова Каледонія |
| ----------------------------- | -------- | -------------- |
| Еррол Беннетт Алексіс Тумахай | Протокол | Роже Манден    |

| «Ньюмаркет», Окленд, Нова Зеландія Арбітр: T. Делаханті |

| 17 лютого 1973 |

| Нова Зеландія                                                 | 5 — 1    | Фіджі          |
| ------------------------------------------------------------- | -------- | -------------- |
| Браян Тернер Дейв Тейлор Джефф Бранд Малкольм Бленд Алан Вест | Протокол | Теріо Вакатава |

| «Ньюмаркет», Окленд, Нова Зеландія Арбітр: A. Накагава |

| 18 лютого 1973 |

| Нова Каледонія                    | 4 — 1    | Нові Гебриди |
| --------------------------------- | -------- | ------------ |
| Жан Гмае Сегін Ваєвол П'єр Вакапо | Протокол | Мішель Дюпюї |

| «Ньюмаркет», Окленд, Нова Зеландія Арбітр: П. Тахуаїту |

| 18 лютого 1973 |

| Нова Зеландія | 1 — 1    | Таїті         |
| ------------- | -------- | ------------- |
| Алан Вест     | Протокол | Еррол Беннетт |

| «Ньюмаркет», Окленд, Нова Зеландія Арбітр: П. Раман |

| 20 лютого 1973 |

| Нова Каледонія | 2 — 0    | Фіджі |
| -------------- | -------- | ----- |
| Сегін Ваєвол   | Протокол |       |

| «Ньюмаркет», Окленд, Нова Зеландія Арбітр: Б. Шоде |

| 20 лютого 1973 |

| Таїті | 0 — 0    | Нові Гебриди |
| ----- | -------- | ------------ |
|       | Протокол |              |

| «Ньюмаркет», Окленд, Нова Зеландія Арбітр: A. Накагава |

| 21 лютого 1973 |

| Нові Гебриди             | 2 – 1    | Фіджі              |
| ------------------------ | -------- | ------------------ |
| Алік Сауреї Джекі Валетт | Протокол | Джосатекі Курівіту |

| «Ньюмаркет», Окленд, Нова Зеландія Арбітр: T. Делаханті |

| 21 лютого 1973 |

| Нова Зеландія            | 2 — 1    | Нова Каледонія |
| ------------------------ | -------- | -------------- |
| Алан Марлі Колін Латімур | Протокол | Жан Ксов'є     |

| «Ньюмаркет», Окленд, Нова Зеландія Арбітр: Б. Шоде |

| 23 лютого 1973 |

| Таїті                                                        | 4 — 0    | Фіджі |
| ------------------------------------------------------------ | -------- | ----- |
| Клод Каррара Гарольд Нг Фок Жіль Маліновскі Ролан де Маріньї | Протокол |       |

| «Ньюмаркет», Окленд, Нова Зеландія Арбітр: A. Накагава |

| 23 лютого 1973 |

| Нова Зеландія                           | 3 — 1    | Нові Гебриди   |
| --------------------------------------- | -------- | -------------- |
| Малкольм Бленд Браян Гардман Алан Марлі | Протокол | Роланд Валетте |

| «Ньюмаркет», Окленд, Нова Зеландія Арбітр: П. Тахуаїту |

### Матч за 3-тє місце
| 24 лютого 1973 |

| Нова Каледонія             | 2 — 1    | Нові Гебриди  |
| -------------------------- | -------- | ------------- |
| Джеральд Дельма Жан Ксов'є | Протокол | Шарль Галіньє |

| «Ньюмаркет», Окленд, Нова Зеландія Арбітр: П. Тахуаїту |

### Фінал
| 24 лютого 1973 |

| Нова Зеландія          | 2 — 0    | Таїті |
| ---------------------- | -------- | ----- |
| Дейв Тейлор Алан Марлі | Протокол |       |

| «Ньюмаркет», Окленд, Нова Зеландія Арбітр: Б. Шоде |

## Результати

### Чемпіони
| Переможець Кубка націй ОФК 1973 |
| ------------------------------- |
| Нова Зеландія Перший титул      |

### Підсумкова таблиця
| Поз | Команда        | І | В | Н | П | ГЗ | ГП | РГ  | О  | Результат        |
| --- | -------------- | - | - | - | - | -- | -- | --- | -- | ---------------- |
| 1   | Нова Зеландія  | 5 | 4 | 1 | 0 | 13 | 4  | +9  | 13 | Переможець       |
| 2   | Таїті          | 5 | 2 | 2 | 1 | 9  | 2  | +7  | 8  | Срібний призер   |
| 3   | Нова Каледонія | 5 | 3 | 0 | 2 | 10 | 6  | +4  | 9  | Бронзовий призер |
| 4   | Нові Гебриди   | 5 | 1 | 1 | 3 | 5  | 10 | −5  | 4  | 4-те місце       |
|     |                |   |   |   |   |    |    |     |    |                  |
| 5   | Фіджі          | 4 | 0 | 0 | 4 | 2  | 13 | −11 | 0  | Груповий етап    |